# Ephesia wushensis
Ephesia wushensis är en fjärilsart som beskrevs av Okano 1964. Ephesia wushensis ingår i släktet Ephesia och familjen nattflyn. Inga underarter finns listade i Catalogue of Life.